# Карчевский, Леонид Николаевич
Леонид Николаевич Карчевский (15 июля 1920, Киев — 24 января 1966, Киев) — советский футболист, центрфорвард, полузащитник. В высшей советской лиге выступал за ЦДКА, киевское «Динамо», «Локомотив» и «Даугаву-ВЭФ».

## Биография
Родился в Киеве. Начал футбольную карьеру в 1937 в киевском «Спартаке». В сентябре 1939 призван военкоматом Железнодорожного района в местные органы МВД, позже переведён в Москву в штаб Местной противовоздушной обороны, дослужился до звания старшего лейтенанта.
В сезоне 1940 начал выступления за московскую армейскую команду ЦДКА. Впервые в составе армейцев вышел на поле против «Локомотива» на позиции центрального нападающего вместо основного форварда Капелькина, но в отсутствие основного форварда ЦДКА проигрывал, и Карчевский заменён Капелькиным, в итоге игра закончилась вничью. Всего в том сезоне провёл 2 матча. В сезоне 1941 впервые вышел на поле 15 июня против сталинградского «Трактора», был лучшим на острие атаки среди нападающих армейцев, и на 15-й минуте забил единственный гол команды в матче, прорвавшись к воротам, и искусно перекинув мяч через выбежавшего навстречу вратаря Усова. Этот гол Карчевского оказался последним для армейцев в чемпионатах страны почти на 4 года до мая 1945, уже следующий календарный матч команды, назначенный на 22 июня 1941 в Киеве в день открытия Республиканского стадиона имени Никиты Хрущёва, не состоялся из-за начала Великой Отечественной войны.
Осенью 1941 года Карчевский был в числе армейцев, занимавшихся эвакуацией Музея Красной Армии в Казань. А зимой 1942/1943 годов вместе с одноклубником Валентином Николаевым преподавал лыжную подготовку выпускникам академии имени Фрунзе, прибывшим из Ташкента.
Весной 1943 команда ЦДКА была воссоздана и Леонид Карчевский был в числе футболистов, приглашённых на первый сбор и участвовавших в чемпионате Москвы 1943.В 1944 вернулся в родной Киев, где выступал до 1946 за местное «Динамо». В 1947 вновь приехал в Москву, где выступал на позиции полузащитника за «Локомотив». В дальнейшем играл за московский «Металлург», рижские «Даугаву-ВЭФ» и ОДО.

## Достижения

### Командные
Динамо Киев
- Обладатель Кубка УССР: 1944

### Личные

#### Спортивные
- Мастер спорта СССР[12]

#### Государственные награды
- Медаль «За боевые заслуги» (05.11.1954)[13]
- Медаль «За оборону Москвы»
- Медаль «За победу над Германией в Великой Отечественной войне 1941—1945 гг.»[4]